# 東広島タクシー
株式会社東広島交通（ひがしひろしまこうつう）は、広島県東広島市に本社を置くタクシー・バス事業者である。タクシーは小型41台、中型11台、ジャンボタクシー3台、福祉車両2台を所有しており、東広島市・西条町内では最大の保有台数である。バスは大型・中型・小型・マイクロバス合計13台保有しており、社団法人日本バス協会の会員である。

## 沿革
- 1973年5月 - 有限会社賀茂タクシー、芸陽タクシー有限会社の合併により設立。
- 1994年4月 - 西条昭和町から西条御薗宇3495番地に移転。
- 1999年4月 - 救援事業開始。
- 1999年8月 - 西条町御薗宇3387番地に新社屋を移転。
- 2000年3月 - 東広島タクシーヘルパーステーション認可。
- 2008年2月1日 - 「ふくふくしゃくなげ号」受託運行開始。
- 2011年4月 - ㈲福祉タクシー・ナカドを買収
- 2012年6月 - ㈲福祉タクシー・ナカドを㈲福祉タクシー東広島に社名変更
- 2012年6月 - ㈲安芸津タクシー・つばめタクシーの2社を買収
- 2025年4月1日 - 東広島交通に社名変更。同日、まるよし交通がグループ会社となる。

## 送迎・観光バス
大型バス　4台（45名乗り・60名乗り）
中型バス　2台（35名乗り・28名乗り）
小型バス　1台（25名乗り）
マイクロバス　6台（28名乗り）
を保有。
送迎・観光バスとして運行中

スクールバス
近畿大学付属広島高等学校中学校東広島校

## 乗合バス・乗合タクシー
東広島市福富地区のコミュニティバス、ふくふくしゃくなげ号を受託運行している。　※詳細は『ふくふくしゃくなげ号』の項を参照
- ふくふくしゃくなげ号のうち、上竹仁線はマイクロバスを使用しており、受託運行とはいえ乗合バス事業に参入したかたちとなる。
- 久芳線についてはジャンボタクシー車を使用しており、乗合タクシーの位置づけになる。

## 関係会社
- 株式会社カモコーポレーション - 自動車板金・塗装・警備（カモオート）自動車販売修理（ユーロオートサービス）
- 株式会社ジェイコーポレーション - 飲食業（五エ門）・自社ビル不動産管理
- 有限会社福祉タクシー・東広島 - 旅客運送業・介護福祉事業
- 有限会社安芸津タクシー - 旅客運送業
- つばめタクシー - 旅客運送業
- まるよし交通 - 貸切バス事業